# Область Вернике
Область Ве́рнике (сенсорная речевая зона, речевая зона Вернике) — часть коры головного мозга, которую, как и центр Брока, с конца XIX века связывают с речью. В отличие от области Брока, отвечающей за воспроизведение речи, она участвует в процессе усвоения и понимания письменной и устной речи. Область Вернике находится в поле 22 по Бродману, то есть в заднем отделе верхней височной извилины доминантного полушария мозга (у 95 % правшей и 60 % левшей доминантным полушарием является левое). При поражении области Вернике возникает рецептивная, или беглая, афазия. Больной афазией способен без труда соединять слова друг с другом, однако его фразы будут бессмысленны. Это отличает ее от моторной афазии, или афазии Брока, при которой больной употребляет осмысленные слова, но не способен их соединить, говорит в «телеграфной» манере.

## Расположение
Согласно традиционным представлениям, область Вернике находится в заднем отделе верхней височной извилины, в большинстве случаев в левом полушарии мозга. Данная область охватывает слуховую зону коры мозга на латеральной борозде (части головного мозга, отделяющей височную долю мозга от теменной доли). В нейроанатомии эта зона обозначается как задняя часть поля 22 по Бродману.
Существуют, однако, разногласия по поводу расположения области Вернике. Некоторые ученые указывают на унимодальную ассоциативную слуховую зону в верхних височных извилинах, находящихся впереди первичной слуховой коры мозга (передняя часть поля 22). Как показывают функциональные тесты по нейровизуализации, именно эта зона устойчиво задействуется при распознавании речи на слух. Другие исследователи включают в область Вернике соседние части разномодальной ассоциативной зоны коры мозга в полях 39 и 40 в теменной доле.
Ранее считалось, что дугообразный пучок соединяет область Вернике и область Брока. Однако новые исследования показали, что дугообразный пучок связывает задние рецептивные зоны с премоторными и двигательными зонами коры мозга. Соответствующий положению центра распознавания речи, выявленном при нейровизуализации, крючковидный пучок соединяет передние верхние височные области и область Брока.

## Функции

### Гомологичная область правого полушария
Исследования при помощи транскраниальной магнитной стимуляции (ТМС) дают основание предположить, что соответствующая области Вернике зона при нахождении в недоминантном мозговом полушарии участвует в обработке и выборе второстепенных значений многозначных слов (например, при слове «ключ» возникает значение «скрипичный»). Напротив, область Вернике в доминантном полушарии участвует в обработке основных значений слов (значение «дверной» при слове «ключ»).

### Современная точка зрения
Нейровизуализация позволила предположить, что функции, ранее приписываемые области Вернике, в большей степени выполняются височной долей головного мозга, и доказала, что эти функции выполняет также и область Брока.
Существуют гипотезы о том, что средняя и нижняя височная извилина, а также базальные отделы височной доли осуществляют обработку лексической информации… Ученые сходятся во мнении, что часть верхней височной извилины от ростральной до каудальной области и верхняя височная борозда составляют нервную ткань, в которой выполняются многие важнейшие операции для распознавания речи… некоторые части области Брока также регулярно задействуются в обработке речи.  
Круг областей, задействованных в обработке речи, гораздо шире тех представленных языковых областей, которые обычно связывают с речью. В подавляющем большинстве книг до сих пор указано, что данный аспект восприятия и обработки языка осуществляет область Вернике (задняя треть верхней височной извилины).
Гипотезу о широком круге областей обработки речи поддерживает недавнее исследование, проведенное в Рочестерском университете, в котором носителей американского жестового языка обследовали при помощи МРТ, пока они истолковывали предложения, содержащих два типа отношений между словами: синтаксических (связь передается порядком слов) и интонационных (связь слов передается движениями рук или жестикуляцией с определенной стороны). Во время обследования активизировались определенные области мозга, причем лобная кора (связанная со способностью упорядочивать информацию) показала большую активность при анализе синтаксиса, а височные доли (связанные с разложением информации на составные части) были более активны при анализе интонации. Однако эти области не взаимоисключающие, и их функции во многом совпадают. Из полученных данных следует, что хотя обработка речи представляет собой сложный процесс, мозг применяет достаточно простые вычислительные методы.